# Clayton Anderson
Clayton C. Anderson, född 23 februari 1959 i Omaha, Nebraska, är en amerikansk astronaut uttagen i astronautgrupp 17 den 4 juni 1998.

## Familjeliv
Clayton Anderson är gift och tillsammans har de två barn Clayton “Cole” och dottern Sutton Marie.

## Karriär
Anderson började arbeta på Nasa 1983 som tekniker på olika nivåer, men i juni 1998 blev han utvald att påbörja sin grundutbildning till uppdragsspecialist. I augusti samma år påbörjade han utbildningen. Under utbildningen genomförde han även en intensivutbildning i rymdfärjans och rymdstationens olika system samt psyklogiskt träning.
Han har varit reservbesättning för ISS-besättning 12, 13 och 14. 

## Rymdfärder
- Upp med Atlantis - STS-117 den 8 juni 2007.
- Expedition 15
- Expedition 16
- Hem med Discovery - STS-120
- Discovery - STS-131